# Josef Čapek
Josef Čapek (pronunciació txeca: [ˈjozɛf ˈtʃapɛk]; n. 23 de març de 1887 – m. abril de 1945).
Va néixer a Hronov, Bohèmia (Imperi Austrohongarès, més tard Txecoslovàquia, ara República Txeca) el 1887. Va començar sent pintor de l'escola Cubista, per més tard desenvolupar el seu propi estil. Va col·laborar amb el seu germà Karel en nombroses obres de teatre i contes; pel seu compte va escriure l'obra de teatre utòpica ""La terra de molts noms"" i diverses novel·les, així com assaigs crítics. El seu germà el va acreditar com l'inventor del terme "robot". Com a dibuixant, va treballar per a Lidové Noviny, un diari de Praga.
A causa de la seva actitud crítica cap a Adolf Hitler i el nacionalsocialisme, va ser arrestat després de la invasió alemanya de Txecoslovàquia el 1939. Va escriure "Poemes des d'un camp de concentració"" al camp de concentració de Bergen-Belsen, on va morir el 1945.
Les seves històries il·lustrades sobre "'El gosset i la gateta'" (Pejsek a kočička) és considerat un clàssic de la literatura infantil txeca.

## Selecció de les seves obres literàries
- Lelio, 1917
- Stín kapradiny (Ombra de la falguera), 1930, novela
- Kulhavý poutník (El peregrí coix), essaig, 1936
- Země mnoha jmen (La terra de molts noms)
- Básně z koncentračního tábora (Poemes des d'un camp de concentració), publicat póstumament 1946
- Adam Stvořitel (Adam el Creador) – con Karel Čapek
- Dášeňka, čili život štěněte (Dášeňka o sigui, la vida d'un cadell) – con Karel Čapek, ilustrado por Josef
- Ze života hmyzu (De la vida dels insectes) 1921 amb Karel Čapek

## Obra pictòrica

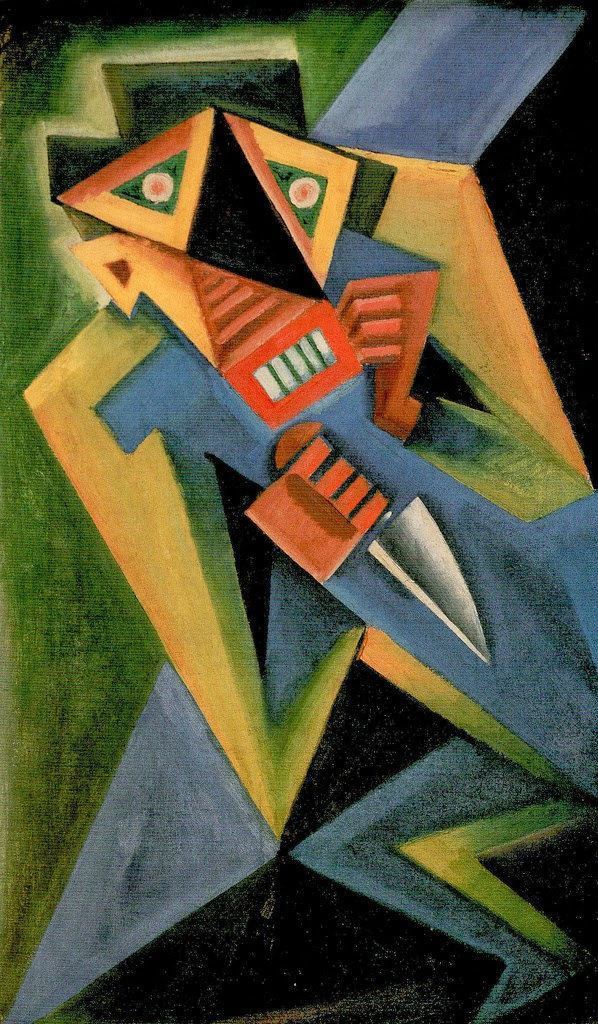
Fantomas (1918)
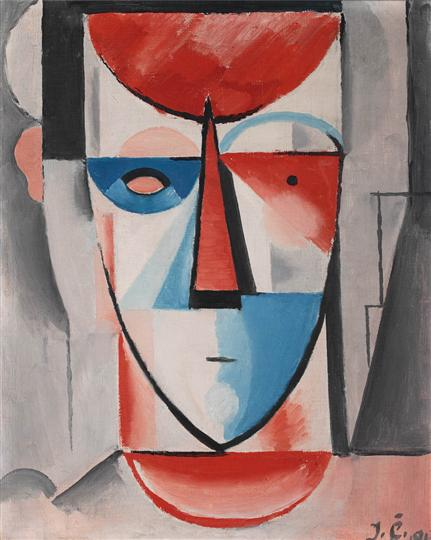
Hlava (1913)
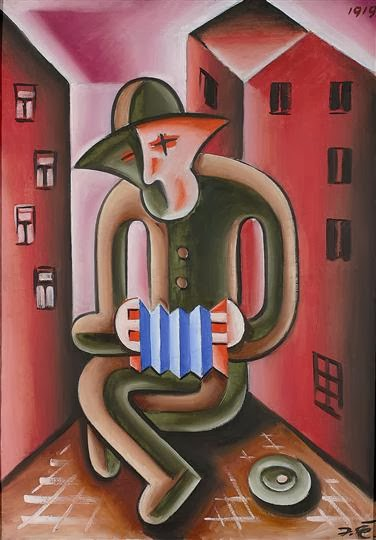
Harmonikár (1919)
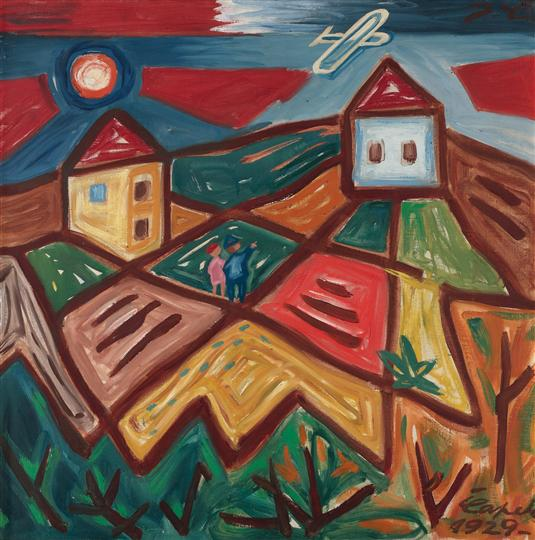
Letadlo (1929)